# ベルヴェディア (カリフォルニア州)
ベルヴェディア（Belvedere）は、アメリカ合衆国カリフォルニア州のマリン郡にある都市。人口は2,024人（2024年推計）。サンフランシスコ湾に面した高級住宅街である。

## 地理
サンフランシスコの北6キロメートルに位置する。かつてベルヴェディア島は独立した島だったが、ラグーンの埋め立てによりティブロン半島と地続きになっている。

## 歴史
1884年にティブロンまで鉄道が開通した。郡庁は、乱開発によって美しい海岸の風景が損なわれるのを恐れて非常に厳しい景観条例を設定した。結果的に富裕層向けの別荘地が形成された。
1896年に市として法人化した。翌年には郵便局も置かれた。
1949年、元は教会だった建物を移設して市役所とした。また、道路交通を改善する為、ラグーンの一部が埋め立てられた。

## 住宅
ビクトリアン様式の古い住宅が多く、そのうちの幾つかでは毎年5月にホーム・ツアーが行われている。
傾斜地の住宅からは、サンフランシスコ、ゴールデン・ゲート・ブリッジ、エンジェル・アイランドが一望出来る。海岸の住宅には船着き場が付属しており小型船が係留できる。
集合住宅の建設が計画されると、住民から強い反対の声が上がる。
民間調査会社NICHEの2025年の調査によれば、市内の平均住宅価格は3億円以上である。

## 生活
景観にそぐわない建築は禁止され、樹木の伐採も厳しく管理されている。また、市内ではいかなるレストランや店舗の出店が許可されていない為、隣のティブロン町に依存している。
古くは漁業も行われていたが、現在はサンフランシスコ・ヨット・クラブの拠点となっている。
ティブロン半島にあるリング・マウンテンには先住民の残したペトログリフや固有の植物が残っていることで知られる。

## 民族構成

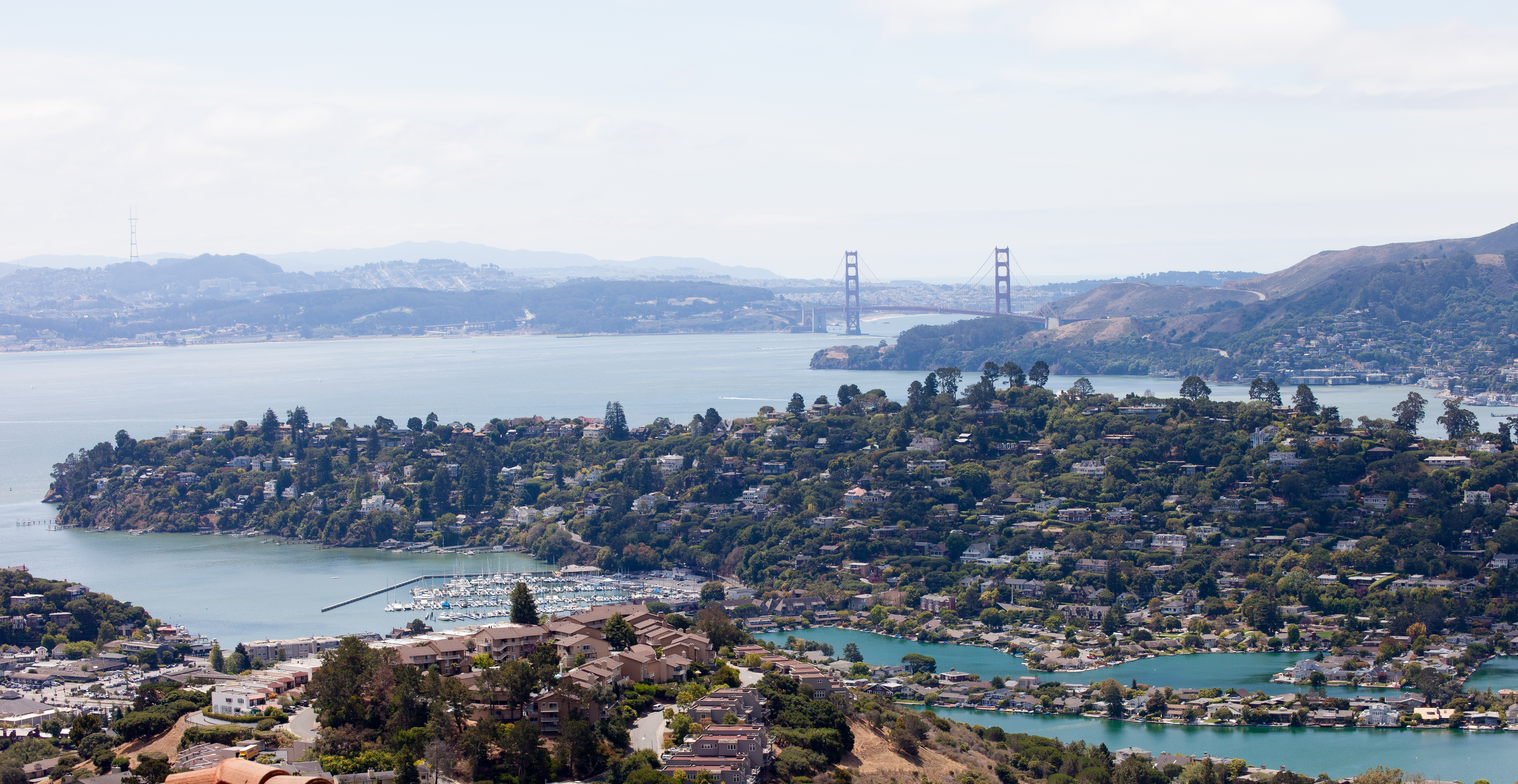
ベルヴェディア島 パノラマ

市の人口の約9割は白人である。